# Oncodelphax pullula
Oncodelphax pullula är en insektsart som först beskrevs av Karl Henrik Boheman 1852.  Oncodelphax pullula ingår i släktet Oncodelphax och familjen sporrstritar. Enligt den finländska rödlistan är arten nära hotad i Finland. Artens livsmiljö är öppna, mineralfattiga myrar. Inga underarter finns listade i Catalogue of Life.